# Gregori Coniades
Gregori Coniades (?-1320; en llatí Gregorius Choniades) fou un astrònom romà d'Orient, metge i matemàtic, que va viatjar a Pèrsia per aprendre'n i al seu retorn va fundar una escola d'astronomia a Trebisonda, protegit per l'emperador Aleix II Comnè de Trebisonda (1297-1330). També fou bisbe de l'Església Ortodoxa a Tabriz. Es conserven a Viena setze cartes de Gregori dirigides a l'emperador romà d'Orient, al patriarca o a altres nobles de Constantinoble. la seva obra com a traductor va ser fonamental per la introducció dels avançats coneixements astronòmics perses a Europa.

## Dades biogràfiques
La informació sobre Coniades ens ha arribat a través d'escriptors del seu temps que l'esmenten. El 1347, Jordi Chrysokokkes va escriure que "Un tal Chioniades, que s'havia criat a Constantinoble, es va enamorar de les matemàtiques i altres ciències. Després de dominar la medicina, desitjava estudiar astronomia; li van informar que, per tal de satisfer el seu desig, havia d'anar a Pèrsia. Va viatjar cap a Trebisonda, on va rebre ajut per part de l'emperador Aleix II de Trebisonda, i des d'allà va marxar cap a Pèrsia, on va convèncer un altre emperador per donar-li suport [financer]. Finalment va aprendre tot el que desitjava saber i va tornar a Trebisonda, enduent-se amb ell uns quants textos astronòmics que va traduir al grec."
Coniades va residir a Tabriz, quan aquesta ciutat era la capital dels mongols, entre el 1295 i el 1296, fent de guia espiritual a la comunitat ortodoxa que vivia en aquella ciutat, fins que va tornar a Constantinoble. El 1302 va tornar a Tabriz i en va ser bisbe. Segons David Pingree, el seu nomenament podria tenir relació amb l'intent d'Andrònic II Paleòleg de formar una aliança amb Mahmud Ghazan l'estiu del 1302.
Va morir a Constantinoble, probablement en la segona dècada del segle xiv.

## Obra
Se'n conserven setze cartes escrites per Coniades, que confirmen el fet que va ser protegit d'Aleix II Comnè i que va viatjar a Pèrsia. Coniades va traduir diversos tractats de l'àrab i del persa, sobre temes de matemàtica, astronomia, incloses les taules d'astronomia del seu mestre Xams-ad-Din al-Bukharí, que havia treballat en el famós observatori de Maragheh, dirigit per l'astrònom Nassir-ad-Din at-Tussí. El treball de Coniades va ser molt important per la transmissió de diverses innovacions de la ciència islàmica a Europa. Entre aquestes innovacions està la introducció del càlcul de la latitud universal sense fer servir l'astrolabi; una descripció en llengua grega de la cúpula celeste segons Tussí (parell de Tusi), que més endavant serviria d'inspiració per al model heliocèntric de Nicolau Copèrnic. Coniades va traduir també alguns tractats Zij al grec, un dels més destacats és el Zij-i Ilkhani de Nassir-ad-Din at-Tussí, emprat a l'observatori de Maragheh, un altre també molt important són les taules seljúcides Sanjaric d'al-Khaziní, un astrònom islàmic descendent de romans d'Orient.